# وقت العمل الضروري اجتماعيا
وقت العمل الضروري اجتماعيًا في نقد ماركس للاقتصاد السياسي هو ما ينظم القيمة التبادلية للسلع في التجارة، ومن ثم يقيد المنتجين في محاولتهم للتوفير عندما يتعلق الأمر بالعمال. لا يوجه هذا المفهوم أصحاب العمل، إذ لا يمكن تحديده إلا بعد انقضاء الحدث، ومن ثم لا يمكن الوصول إليه عند التخطيط للمستقبل.
على عكس ساعات العمل الفردية في نظرية العمل الكلاسيكية للقيمة التي صاغها آدم سميث وديفيد ريكاردو، فإن القيمة التبادلية التي يقترحها ماركس تُصور على أنها جزء من وقت العمل في المجتمع ككل.
لم يعرّف ماركس هذا المفهوم بعبارات دقيقة حسابيًا، ما يسمح بالمرونة في استخدامه في حالات معينة، وذلك لربط متوسط مستويات إنتاجية العمل بالاحتياجات الاجتماعية التي تجسد نفسها طلبًا سوقيًا على السلع. بالإضافة إلى ذلك، ومع أنه من البديهي أن مدخلات العمالة الضرورية على الصعيد الاجتماعي تحدد قيم السلع، فالحساب الدقيق لهذا المدخل في ما يتعلق بقيمة سلعة معينة أمر صعب للغاية، وذلك بسبب تغير الظروف الاجتماعية أو المادية أو التقنية التي تؤثر في عملية العمل باستمرار.

## تفسير مبسط للمبدأ
في اقتصاد السوق، تتكيف نفقات العمل التي تنتج المخرجات مع الطلب في السوق على تلك المخرجات باستمرار. هذه عملية معقدة تتنافس فيها الشركات التي تعمل على مستويات مختلفة من الإنتاجية ومن «تكاليف الوحدة» بعضها مع بعض في الاستجابة لتوسع إجمالي الطلب في السوق على إنتاجها وانكماشه. في المجلد الثالث من كتابه «رأس المال»، يناقش كارل ماركس كيف يمكن تحديد القيمة السوقية (أو «تنظيم السعر») للسلعة في ظل ظروف مختلفة من الطلب والإنتاجية.
تُنتج كتلة معينة من القيمة الجديدة في وقت معين، ولكن لا تحقق هذه القيمة الجديدة من الناحية المالية ولا توزع كإيراد وإعادة استثمار إلا بعد بيع المنتجات بأسعار سوقية محددة. إذا كان العرض فائضًا في سوق السلع، فهذا يعني أنه قد أُنفق وقت أكثر في العمل مما هو ضروري اجتماعيًا، فتنخفض قيمة التبادل. أما إذا كان سوق السلع يعاني نقصًا في المعروض، فإن وقت العمل الذي يُنفق على إنتاج هذه السلعة يكون أقل مما هو ضروري اجتماعيًا، فترتفع قيمة التبادل.
أبسط تعريف لوقت العمل الضروري اجتماعيًا هو مقدار وقت العمل الذي يؤديه عامل متوسط المهارة والإنتاجية، يعمل بأدوات متوسطة الإمكانات الإنتاجية، لإنتاج سلعة معينة. هذا هو «متوسط تكلفة العمالة للوحدة»، وهو يُقاس بساعات العمل.
إذا كان متوسط الإنتاجية هو إنتاجية العامل الذي ينتج سلعة واحدة في ساعة واحدة، بينما ينتج العامل الأقل مهارة نفس السلعة في أربع ساعات، فإن العامل الأقل مهارة سيساهم في هذه الساعات الأربع بقيمة ساعة واحدة فقط من وقت العمل الضروري اجتماعيًا. كل ساعة عمل يقدمها عامل غير ماهر لن تنتج سوى ربع القيمة الاجتماعية التي ينتجها العامل العادي.
لكن إنتاج أي سلعة يتطلب العمالة وبعض وسائل الإنتاج التي أُنتجت مسبقًا (أو السلع الرأسمالية)، مثل الأدوات والمواد. تُسمى كمية العمالة المطلوبة لذلك مدخلات العمالة المباشرة في السلعة. لكن السلع الرأسمالية هذه قد أُنتجت سابقًا من خلال العمل، وسلع رأسمالية أخرى أنتجت هي بدورها من خلال نفس المدخلات، وهكذا دواليك. إن مجموع كل كميات العمل، التي كانت مدخلات مباشرة في سلسلة السلع الرأسمالية الممتدة إلى الوراء التي أُنتجت سابقًا، يُسمى مدخلات العمالة غير المباشرة في السلعة. من خلال تجميع مدخلات العمالة المباشرة وغير المباشرة، نحصل أخيرًا على إجمالي مدخلات العمالة في السلعة، التي قد تُسمى أيضًا إجمالي العمالة المجسدة فيها، أو محتويات العمالة المباشرة وغير المباشرة.
لكن ماركس يشير بعبارة «العمل الضروري اجتماعيًا» تحديدًا إلى إجمالي وقت العمل المطلوب حاليًا لإنتاج ناتج ما. إن تكلفة العمالة الحالية هي التي تحدد قيمة هذا الناتج. لذلك، تشير قيمة تبادل ماركس في السوق المتقدمة إلى متوسط كمية العمالة الحية التي يجب القيام بها في ظل الظروف السائدة حاليًا لإنتاج سلعة واحدة. تتغير هذه الظروف باستمرار، سواء في ما يتعلق بجودة العمل، أو جودة الماكينات المستخدمة، أو جودة التوزيع، أو حجم العمالة، أو الماكينات نفسها، أو مستوى المبيعات في الفرع، لذلك، فإن تقدير المتطلبات «الحالية» يُعد تمرينًا في التقدير ويعتمد على المقاييس المعنية.

## عملية قانون القيمة
إذا أنتج المنتجون سلعًا بأقل من متوسط تكلفة العمالة اجتماعيًا، فإنهم يحصلون على ربح إضافي عند البيع بأسعار السوق السائدة، وعلى العكس من ذلك، يخسر أولئك الذين ينتجون فوق هذه التكلفة. لذلك هناك حافز مستمر لخفض تكاليف العمالة عن طريق زيادة إنتاجية القوى العاملة.
يمكن القيام بذلك من خلال استغلال أعلى للعمال، وتخفيض أكبر في التكاليف، وتحسين أفضل في المعدات. نلمس تأثير ذلك على المدى الطويل عندما نرى أن إنتاج سلعة يستغرق وقتًا أقل وأقل. لا يوجد الكثير أمام الشركات لتفعله لجهة خفض تكاليف المدخلات الثابتة، لأنها نادرًا ما تكون تحت سيطرتها، لكن موضوع العمالة مختلف.
يشير مصطلح «العمل الضروري اجتماعيًا» إلى ثلاث علاقات اقتصادية على الأقل:
- بين الإنتاجية المحددة للمنتج ومتوسط الإنتاجية في فرعه؛
- وبين مخرجات فرع الإنتاج والاحتياجات الاجتماعية التي تتجلى في الطلب؛
- وبين مخرجات المنتج، ومخرجات الفرع بأكمله (المخرجات التي يمكن بيعها).

بعبارة أخرى، يجب أن نميز بين:
- وقت العمل اللازم لإنتاج كمية معينة من سلعة ما؛ تحدد هذه الكمية القيمة الإجمالية للمخرجات الناشئة عن طبيعة السلعة باعتبارها حاملة لقيمة التبادل
- كمية وقت العمل اللازمة اجتماعيًا لإنتاج الكمية المناسبة من المنتج، أي مقدار المنتج الذي يلبي بسعر الإنتاج الطلب الفعلي عليه؛ تحدد هذه الكمية التطابق بين الكمية الإجمالية للسلعة المنتجة والطلب عليها.

يحدد الأول قيمة الوحدة للسلع، ومن ثم سعر إنتاجها، بينما يحدد الثاني التناقض بين العرض الفعلي والطلب الفعال، ومن ثم التباين بين سعر السوق وسعر الإنتاج.